# Meritxell Mateu i Pi
Meritxell Mateu i Pi (19 de janeiro de 1966) é uma política andorrana, filiada no Partido Liberal de Andorra. Foi ministra dos Negócios Estrangeiros do Principado de Andorra entre maio de 2007 e junho de 2009. Foi embaixadora em vários países. É licenciada en História pela Universidade Paul Valéry de Montpellier e em Relações Internacionais pelo Instituto Livre de Estudo de Relações Internacionais de Paris.

## Cargos
- 2007-2009: Ministra dos Negócios Estrangeiros.
- 2005-2007: Ministra da Habitação, Ensino Superior e Investigação.
- 2001: Embaixadora de Andorra na Eslovénia.
- 1999-2004: Embaixadora de Andorra na Alemanha.
- 1999: Embaixadora de Andorra na Dinamarca.
- 1998: Embaixadora de Andorra nos Países Baixos.
- 1997: Embaixadora  de Andorra na União Europeia, na Bélgica e no Luxemburgo.
- 1995-1999: Embaixadora de Andorra na França.
- 1995-1999: Representante permanente de Andorra junto do Conselho da Europa.
- 1995-1999: Delegada permanente de Andorra na UNESCO.